# Keywan Riahi

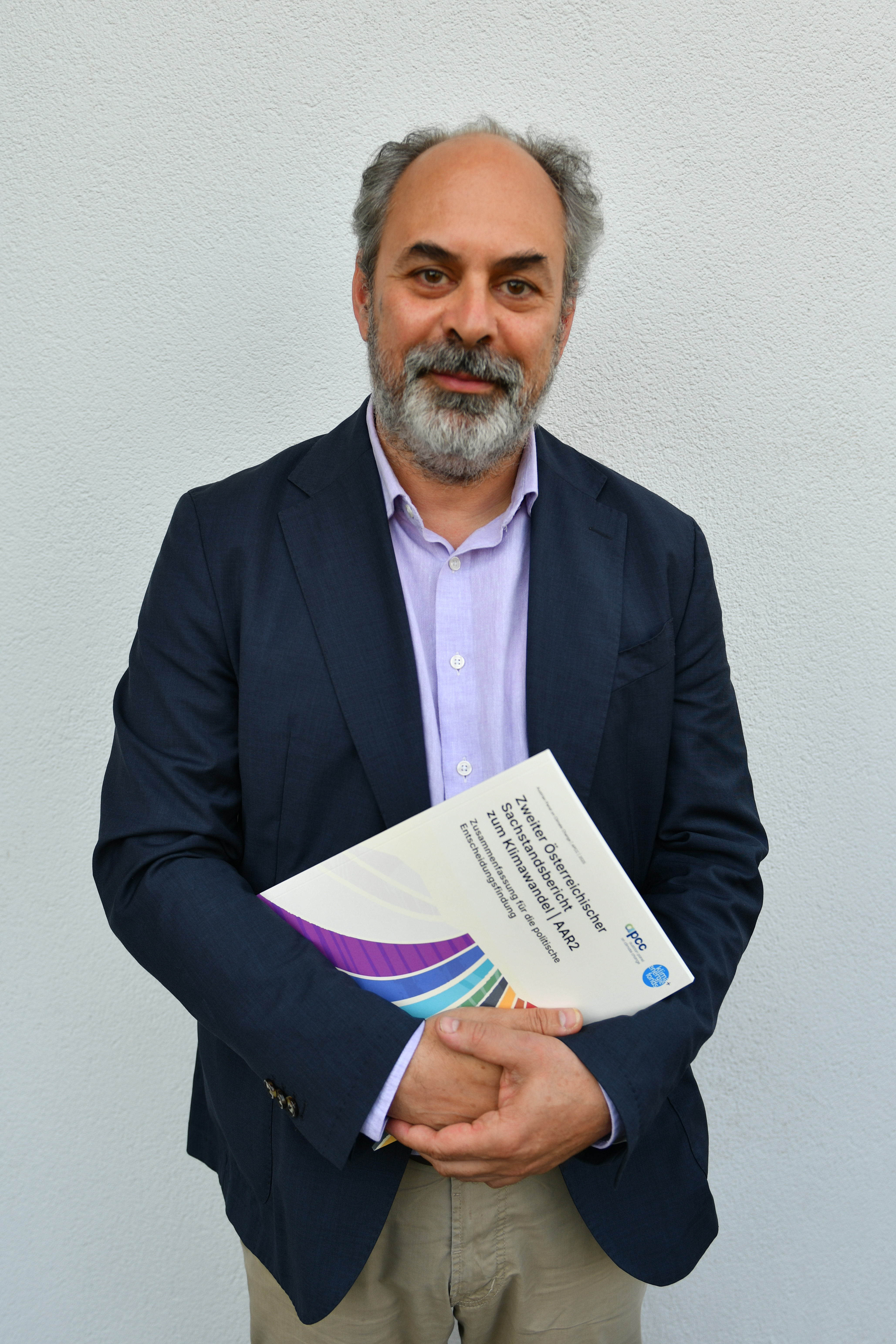
Keywan Riahi mit dem Zweiten Österreichischen Sachstandsbericht zum Klimawandel (2025)

Keywan Riahi ist ein österreichischer Energiewissenschaftler. Er leitet das Energieprogramm des Internationalen Instituts für angewandte Systemanalyse (IIASA) und ist Lehrbeauftragter für Energiesystemanalyse an der Technischen Universität Graz. Riahi wird im Web of Science als „Highly Cited Researcher“ geführt, womit er zu den am meisten zitierten Forschern der Welt zählt. Sein h-Index lag im Februar 2022 bei 100.

## Leben
Riahi studierte von 1989 bis 1997 an der Technischen Universität Graz Maschinenbau und Industriemanagement und schloss dieses als Diplomingenieur ab. 1996 und 1997 arbeitete er als Energie- und Umweltberater. Zwischen 1998 und 2003 absolvierte er in Graz ein Promotionsstudium, das er mit einer Doktorarbeit über „The Role of Technological Change in Emissions Mitigation“ als Dr. techn. abschloss.
Seit 1997 ist er am IIASA beschäftigt, zunächst als wissenschaftlicher Mitarbeiter, von 2005 bis 2008 als wissenschaftlicher Koordinator und seit 2008 als Leiter des Energieprogramms. Seit 2006 ist er zudem Lehrbeauftragter für Energiesystemanalyse am Institut für Wärmetechnik der Technischen Universität Graz.

## Wirken
Riahis Hauptforschungsinteressen sind langfristige Muster des technologischen Wandels und der wirtschaftlichen Entwicklung, insbesondere der Entwicklung des Energiesystems. Seine Forschung befasste sich zuletzt schwerpunktmäßig mit energiebezogenen Quellen des weltweiten Wandels und zukünftigen Entwicklungs- und Antwortstrategien im Zusammenhang mit den Zielen für nachhaltige Entwicklung (SDGs).
Seit 1998 war Riahi als leitender Verfasser und begutachtender Herausgeber für verschiedene internationale Bewertungsberichte verantwortlich, wie die Weltweite Energiebewertung (GEA), Die Welt im Jahr 2050 (TWI2050) und Berichte des IPCC, darunter die Dritten, Vierten und Fünften Sachstandsberichte, den Sonderbericht zu Emissionsszenarien (SRES), den Sonderbericht zur Abscheidung und Speicherung von CO2 (SRCCS) und den Sonderbericht zu erneuerbaren Energien (SRREN) des IPCC.
Riahi ist zudem einer der Verfasser des Sonderberichts 1,5 °C globale Erwärmung des IPCC (2018) und war am Zweiten Österreichischen Sachstandsbericht zum Klimawandel als Vorsitzender beteiligt.

## Veröffentlichungen
- Keywan Riahi et al.: The Shared Socioeconomic Pathways and their energy, land use, and greenhouse gas emissions implications: An overview. In: Global Environmental Change. Band 42, 2017, S. 153–168, doi:10.1016/j.gloenvcha.2016.05.009.
- Joeri Rogelj et al.: Paris Agreement climate proposals need a boost to keep warming well below 2 °C. In: Nature. Band 534, 2016, S. pages631–639, doi:10.1038/nature18307.
- K. Riahi u. a.: RCP 8.5—A scenario of comparatively high greenhouse gas emissions. In: Climatic Change. Band 109, Nr. 1–2, 2011, S. 33.
- D. P. Van Vuuren u. a.: The representative concentration pathways: an overview. In: Climatic Change. Band 109, Nr. 1–2, 2011, S. 5.
- R. H. Moss u. a.: The next generation of scenarios for climate change research and assessment. In: Nature. Band 463, Nr. 7282, 2010, S. 747.
- Keywan Riahi et al.: Scenarios of long-term socio-economic and environmental development under climate stabilization. In: Technological Forecasting and Social Change. Band 74, Nr. 7, 2007, S. 887–935, doi:10.1016/j.techfore.2006.05.026.